# Jaroslav Böhm
Jaroslav Böhm (8. března 1901 Holešov – 6. prosince 1962 Praha) byl zakladatel moderní československé archeologie a organizátor archeologického bádání. Byl dlouholetým ředitelem Státního archeologického ústavu ČSAV.  Vybudoval v ARÚ ČSAV jednu z největších institucí oboru v mezinárodním měřítku, zajišťující výzkum, publikaci i ochranu nálezů. V roce 1962 byl zvolen prezidentem Mezinárodní unie věd prehistorických a protohistorických.
Byl výborným systematikem schopným komplexních pohledů a historických skic, jehož některé koncepce jsou dodnes živé. Stejně tak byl i skvělým organizátorem, který zásadním způsobem ovlivnil vývoj české archeologie ve 20. století. Propagoval plošné terénní výzkumy vedené moderními metodami a provázené patřičným zázemím a technickou dokumentací. Prováděl výzkumy z období neolitu (jeskyně Domica na Slovensku, 1933–34), doby halštatské (Praha-Střešovice, Kuštanovice na Podkarpatské Rusi, 1929–31), laténské (žárové pohřebiště u Kobyl, 1931–32; oppidum Staré Hradisko, 1934–37) a raný (slovanský) středověk (Staré Město, 1928; Libušín, 1929 a 1949–51).

## Život

### Mládí a studium
Jaroslav Böhm se narodil v rodině olomouckého berního úředníka, obecnou školu navštěvoval ve Vizovicích a Bojkovicích. K archeologii (původně však i k orientalistice) směřovaly jeho zájmy již za studia na Slovanském gymnáziu v Olomouci, kde jej v tomto směru ovlivnili zejména kustod tamního Vlasteneckého muzea F. Kovář a notář-archeolog Jaroslav Palliardi. Na archeologických výkopových pracích druhého z nich Böhm od svých patnácti let o prázdninách spolupracoval. Koncem gymnaziálních studií (od roku 1917) se účastnil aktivit směřujících k organizaci českého středoškolského studentstva. Po vzniku organizace (v červenci 1918) se stal jednatelem olomouckého ústředí a spolukoordinátorem středoškolské činnosti na severní Moravě. V roce 1919 složil maturitu a téhož roku byl přijat na Filosofickou fakultu Univerzity Karlovy, kde si zapsal přednášky z oboru historie, geografie a především prehistorie. Na Palliardiho doporučení začal Böhm studovat v prehistorickém semináři Lubora Niederleho, dalšími učiteli se mu v průběhu studia stali A. Stocký, J. Schránil a E. Šimek. Roku 1924 předložil disertační práci věnovanou lužické kultuře, složil rigorosní zkoušky a byl promován doktorem filozofie.
Již jako student získával praktické zkušenosti prací volontéra v pravěkém oddělení Národního muzea pod vedením A. Stockého (1920-22) a jako pomocná vědecká síla na Karlově univerzitě v ústavu a semináři československé archeologie u L. Niederleho (1921-26). Své celoživotní odborné působení však spojil s archeologickým ústavem. 

### Profesionální kariéra
Počátkem roku 1923 nastoupil do Státního archeologického ústavu jako volontér, poté zde pracoval jako pomocná vědecká síla. Roku1927 začal jeho kariérní postup v rámci tehdejšího úředního aparátu (1927 smluvní úředník, 1928 komisař správní osvětové služby, 1934 vrchní komisař, 1941 rada, s účinností od roku 1945 vrchní rada, 1949 vládní rada).  V meziválečném období prováděl Böhm ve všech zemích tehdejšího Československa technicky obtížné a metodicky významné pravěké výkopy a účastnil se i historických výzkumů. Prosazoval nové moderní metody (zejména velké plošné terénní výzkumy) a ustálil pracovní standard, který byl přijímám i jinými institucemi. Pozornost věnoval i metodice následné nálezové evidenci (v archeologickém ústavu např. inicioval zřízení katastrů nálezů a nálezového archivu). Postupně svým zájmem zasáhl téměř do všech období pravěku a raného středověku. V Čechách výzkumné práce podnikal zejména na slovanských lokalitách (roku 1924 zaváděl výkopy na Vyšehradě, Libušíně, Budči, Levém Hradci, v klášteře Ostrov). Se spolužákem a pozdějším celoživotním přítelem Ivanem Borkovským se v polovině 20. let  podílel na prvním systematickém archeologickém výzkumu Pražského hradu.  Zkoumal pravěké osídlení jeskyně Koda a Prachovských skal či laténské pohřebiště v Kobylech u Turnova. Významný byl jeho rozsáhlý výzkum keltského oppida Staré Hradisko na Moravě (prezentovaný později mj. knihou „Naše nejstarší města“), při němž rozvinul svou koncepci plošných sídlištních výzkumů a jejich komplexního zpracování. Na Slovensku věnoval pozornost především pravěkému osídlení jeskyň (Domica, Silica a Ardovo) a dunajskému limesu. Výzkumem mohylového pohřebiště v Kuštanovicích na Podkarpatské Rusi se pokoušel zodpovědět otázky spojené s pobytem Skythů ve střední Evropě. K získání potřebného nadhledu podnikal hojné zahraniční studijní cesty, které jej před rokem 1938 zavedly do Jugoslávie, Itálie, Rakouska, Německa, Švýcarska a Francie. Od sklonku 20. let jej na těchto výjezdech zajímaly především otázky související s halštatským obdobím. Ve stejné době se začal také aktivně účastnit práce ve vědeckých společnostech a komisích. Od roku 1929 byl např. členem archeologické komise při ČAVU, ve 30. letech zastával funkci jednatele Společnosti čs. prehistoriků, roku 1932 byl zvolen národním sekretářem stálého výboru při „Congrés internationales des Sciences Préhistoriques et Protohistoriques“, roku 1935 dopisujícím členem „Archäologisches Institut des deutschen Reiches“ atd. V letech 1936–37 se pokusil o archeologickou systematiku doby bronzové a halštatské v našich zemích.
V březnu 1939 převzal osmatřicetiletý Böhm po penzionovaném K. Buchtelovi v archeologickém ústavu vedení a stal se ředitelem. O dva roky později se do povědomí širší veřejnosti zapsal vědecky fundovanou, ale čtenářsky přístupnou „Kronikou objeveného věku“, v níž předložil originální koncepci českého pravěku. 
Rozvoj ústavu v době okupace byl však problematický. Dohled nad jeho činností vykonávaly dvě přidělené německé síly (C. Streitová, W. Mähling) a koncem války byla většina pracovníků totálně nasazena (Böhm od října 1944 do března 1945 pracoval v pražském farmaceutickém závodě fy B. Fragner). Činnost ústavu byla plně obnovena v květnu 1945, nadále pod Böhmovým vedením. Archeologické práce určily Böhmův vědecký zájem, který nyní zaměřoval především na chronologii jednotlivých kultur konce doby bronzové a starší doby železné a na metodické otázky související s historickou interpretací archeologických pramenů, teorií práce v terénu a výzkumem hospodářských a společenských vztahů v archeologických pramenech. Svoji nejdůležitější syntézu „Základy hallstattské periody v Čechách“ předložil v roce 1938 k habilitačnímu řízení na Karlově univerzitě. V důsledku okupace však k habilitaci došlo až v roce 1946, kdy se Böhm stal na pražské univerzitě soukromým docentem pravěku a rané doby kamenné. V témž roce byl rovněž pověřen zastupováním profesury prehistorie a protohistorie na Palackého univerzitě v Olomouci (v roce 1950 se ze zdravotních důvodů tohoto zastupování vzdal) a přednáškami na Státní archivní škole v Praze. V 50. letech přednášel rovněž na Pedagogické fakultě UK.
Poválečný zvýšený zájem veřejnosti o národní minulost pomohl Böhmovi prosadit řadu nových významných terénních výzkumů (dolní tok řek Dyje a Moravy, výzkumy v Kouřimi, ve Starém Městě, v Dolních Věstonicích aj.), v jejichž důsledku se např. začal utvářet obraz kultury Velkomoravské říše. V roce 1949 vyvrcholil také Böhmův dlouhodobý zájem o nejstarší umění lidstva uspořádáním výstavy na toto téma v Národní galerii. Umělecké projevy lidí paleolitu zde byly – u nás poprvé – představeny formou rekonstrukcí pravěkých kreseb, maleb a artefaktů i originálními předměty.
Od druhé poloviny 40. let se těžiště Böhmova působení přesouvalo stále více k organizačním záležitostem. V době příprav zřízení Československé akademie věd zastával funkci zástupce předsedy vládní komise pro vybudování této akademie a na podzim 1952 byl prezidentem republiky jmenován řádným členem (akademikem) ČSAV i II. zástupcem jejího prezidenta. V následujícím roce byl rovněž potvrzen na místo ředitele nově vzniklého Archeologického ústavu ČSAV, který navázal na práci Státního archeologického ústavu i dalších institucí zaměřených na prehistorické bádání. V této funkci se Böhmovi podařilo zřídit v Mostě, Plzni a Opavě expozitury archeologického ústavu, které měly zajišťovat dokumentaci archeologických památek v průmyslově ohrožených oblastech. V rámci ČSAV se Böhm angažoval rovněž jako předseda Ústřední redakčně-vydavatelské rady ČSAV, jako předseda oddělení historicko-společenských věd v Československo-sovětském institutu, zastával předsednickou funkci ve vědecké radě Slezského ústavu ČSAV v Opavě, byl členem vědeckého kolegia historie ČSAV, členem Vládní komise pro státní ceny, předsedou její subkomise společenských věd atd. Ve funkci náměstka prezidenta akademie setrval do roku 1957, kdy na vlastní žádost nebyl znovu zvolen členem presidia. Žádost zdůvodnil snahou věnovat se plně vědecké práci. V té se v 50. a počátkem 60. let zaměřoval zejména na teoretické otázky archeologie a historie (např. periodizace pravěkých dějin) a spolupracoval na větších kolektivních syntézách (Přehled československých dějin, Československá vlastivěda). Jeho teoretické práce z této doby jsou ovlivněny marxistickou ideologií. Kromě toho řídil dvě ústavní edice (Monumenta archeologica, Pravěké soupisy) a revue Eunomia (společně s A. Salačem). Samozřejmě byl i nyní, podobně jako před válkou, volen do nejrůznějších vědeckých společností: roku 1945 mimořádným členem Slovanského ústavu, roku 1952 dopisujícím členem Královské české společnosti nauk, členem Slovenské Matice v Martině ad. Na mezinárodním vědeckém poli získal členství v „Römisch-Germanische Kommision“ (Frankfurt nad Mohanem), „Prehistoric Society“ (Londýn), byl dopisujícím členem Akademie věd NDR, Maďarské a Saské akademie věd (1959), v roce 1962 jej Mezinárodní unie věd prehistorických a protohistorických zvolila svým prezidentem. Doma byly jeho zásluhy rovněž oceněny několika vyznamenáními. V roce 1949 to byla „Státní cena za vědy společenské“, o devět let později „Řád republiky“ (1958) a krátce před smrtí čestná plaketa ČSAV „Za zásluhy o vědu a lidstvo“ (1962).

### Časový přehled
- 1919–1924 studium archeologie na FF UK v Praze (PhDr. 1924, docent pravěku a rané doby dějinné 1946)
- 1923–1962 Státní archeologický ústav (od roku 1939 ředitelem)
- 1928 uzavřel sňatek s Boženou Neumannovou
- od roku 1946 přednášel i v Olomouci
- 1952 místopředseda vládní komise pro vybudování ČSAV
- 1952–1956 druhým zástupcem prezidenta ČSAV
- 1962 zemřel ve věku 61 let v Praze. Pohřben byl na Olšanských hřbitovech.

V Praze 13 je po něm pojmenována ulice – Böhmova.

## Výběr z publikací
- Podkarpatská Rus v pravěku (Užhorod 1933)
- Skythové na Podkarpatské Rusi 1. Mohylové pohřebiště v Kuštanovicích (1936, s J. M. Jankovich)
- Základy hallstattské periody v Čechách (1937)
- Kronika objeveného věku (1941, Družstevní práce, Praha)
- Naše nejstarší města (1946, Společnost československých prehistoriků, Praha)
- Význam objevu nejstaršího kostelíku na Pražském hradě, Praha 1951 (spoluautor)